# البابليون في لبنان
البابليون في لبنان بنهاية القرن الثامن ق.م ضعف الأشوريون مما سمح للبابليين بالقضاء عليهم وإنشاء دولة قوية في بلاد ما بين النهرين. وخلال الحكم البابلي، قاومت مدينة صور لمدة 13 عاما حصارا قويا من ِقِبل نبوخذنصر البابلي قبل أن يفتحها ويأسر أهلها.
أنهى الفرس الأخمينيون حكم البابليين في عهد قوروش مما جعل الفينيقيين يخضعوا لهم. وساند الفنيقيون الفرس بحروبهم ضد الإغريق وخاصة باستعمال مراكبهم في المعارك البحرية. إلا أنهم انتفضوا على دارا الأول بسبب مآسي الجزية المفروضة عليهم.